# Kepler-10b
Kepler-10b – planeta pozasłoneczna znaleziona w ramach programu Kepler, pierwsza planeta skalista znaleziona przez tego satelitę. Planeta obiega gwiazdę Kepler-10 położoną w gwiazdozbiorze Smoka, odległą o 173 (± 27) parseków od Ziemi. Jest to pierwsza odkryta planeta układu Kepler-10.

## Charakterystyka

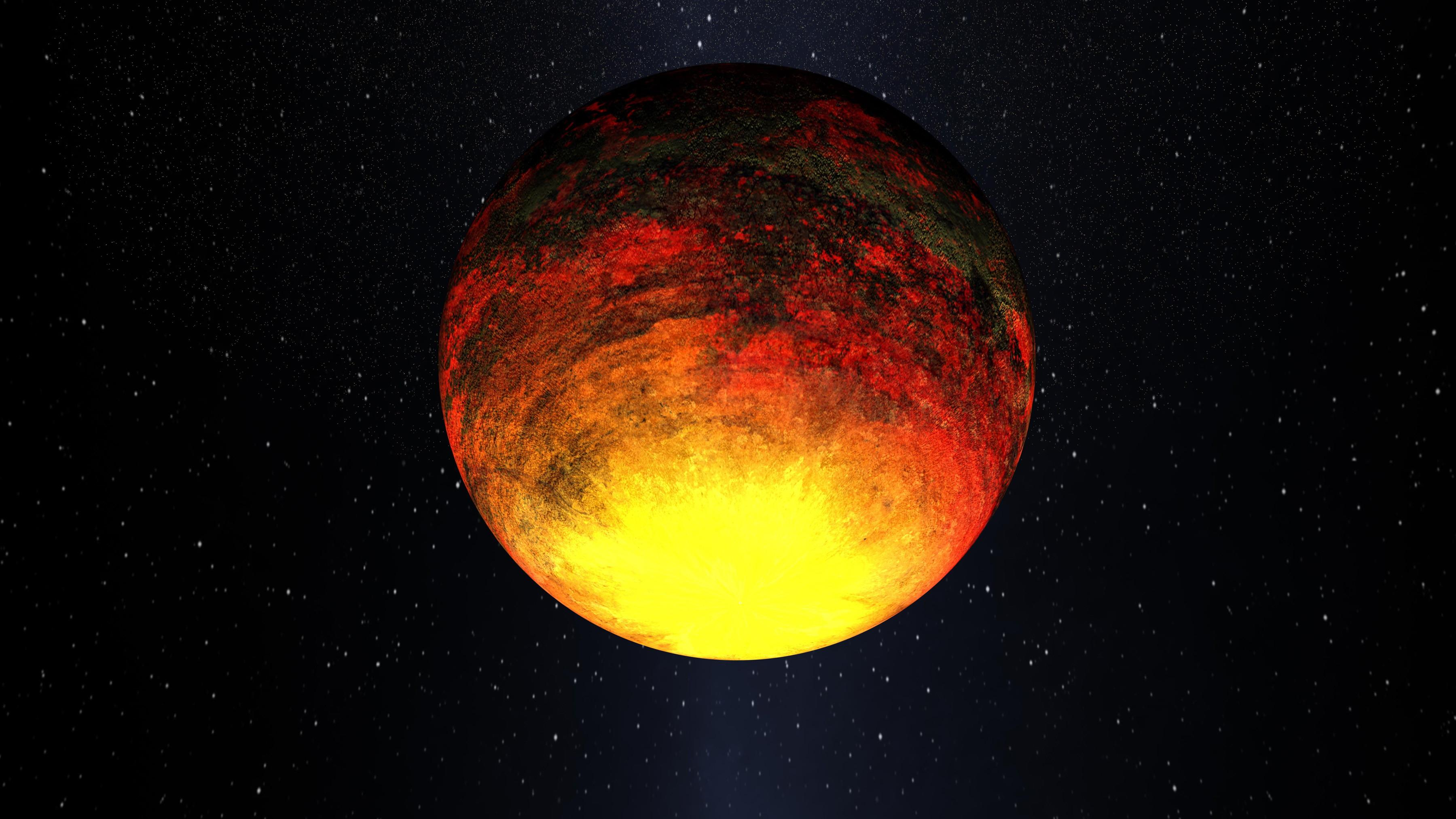
Wizja artystyczna planety

Masa planety wynosi około 0,0145 MJ (4,6 masy Ziemi), a promień 0,130 RJ (1,5 promienia Ziemi). Kepler-10b okrąża swoją gwiazdę macierzystą w niespełna jedną ziemską dobę: 20 godz. i 5 min. Odległość od gwiazdy to ok. 2,5 mln km; z tego powodu planeta prawdopodobnie obiega gwiazdę ruchem synchronicznym, czyli jest zwrócona ku niej cały czas tą samą stroną. Jeżeli tak jest, to temperatura powierzchni jej oświetlonej strony osiąga 1400 °C, co oznacza, że najprawdopodobniej powierzchnia jest w stanie płynnym (pokryta lawą).

## Utrata atmosfery
Gęstość planety to ok. 8,8 g/cm3, jest ona znacznie wyższa niż gęstości planet typu ziemskiego w Układzie Słonecznym, zbliżona do gęstości żelaza (7,8 g/cm3). Tak duża gęstość wskazuje, że Kepler-10b prawdopodobnie nie posiada atmosfery; jeżeli wcześniej ją posiadała, mogła ją utracić ze względu na bardzo małą odległość od gwiazdy. Modele parowania atmosfer wskazują jednak, że planeta ta nie jest odsłoniętym jądrem planety typu gorącego jowisza lub mniejszego gorącego neptuna, lecz zawsze była planetą skalistą, prawdopodobnie ze znacznej wielkości żelaznym jądrem.
W chwili odkrycia Kepler-10b była najmniejszą znaną planetą pozasłoneczną.
Program, w ramach którego Kepler-10b została odkryta, ma na celu wyszukiwanie planet skalistych podobnych do Ziemi metodą tranzytów, czyli obserwacji przesłaniania gwiazdy macierzystej przez planetę.